# Mädchen ohne Mitgift
Mädchen ohne Mitgift (Originaltitel: The Catered Affair) ist eine US-amerikanische Liebeskomödie, die unter der Regie von Richard Brooks entstand. Die Hauptrollen sind mit Bette Davis, Ernest Borgnine, Debbie Reynolds und Rod Taylor besetzt. Der Film handelt von den Sorgen und Nöten einer Familie, wie es sie in der Gegend der Bronx viele gibt.

## Handlung
Tom Hurley ist mit seinem Taxi im New Yorker Stadtteil Bronx unterwegs, in dem er mit seiner Familie auch wohnt. Er und sein Freund Sam haben beschlossen, sich selbstständig zu machen. Dafür hat Tom jahrelang eisern gespart. Sie beschließen, diesen Wunsch nun zu verwirklichen, um auf eigene Rechnung fahren zu können. Der ins Auge gefasste Wagen kostet für jeden 4.000 Dollar. Zu Hause erzählt Tom seiner Frau Agnes von seinem Ärger als Taxifahrer, als die gemeinsame Tochter Jane, von den Eltern meist Jenny gerufen, hinzukommt und Tom und Agnes mitteilt, dass sie und ihr Verlobter Ralph heiraten wollen. Ralph ist Lehrer. Jenny erzählt den Eltern noch, dass die Trauung schon nächsten Dienstag stattfinden solle und sie und Ralph nur eine kleine Hochzeit möchten mit nur den engsten Angehörigen. Janes Vater findet das gut, ihre Mutter allerdings ist ziemlich enttäuscht. Sie hatte sich diesen besonderen Tag im Leben ihrer Tochter anders vorgestellt. Als Agnes ihrem Bruder Jack Conlon, der bei den Hurleys zur Untermiete wohnt, mitteilen muss, dass er nicht eingeladen ist, da man sonst auch andere Familienmitglieder einladen müsse, ist Jack nicht nur enttäuscht, sondern ziemlich erbost, was in der Drohung gipfelt, dass er ausziehen werde. Am nächsten Abend sollen die Hallorans, Ralphs Eltern, zum Essen eingeladen werden, damit man sich besser kennenlerne. Ralphs Vater handelt mit Häusern und Wohnungen und ist finanziell sehr viel besser gestellt als die Hurleys. Als Agnes auf dem Markt für den Abend einkauft und von der Hochzeit ihrer Tochter erzählt und dass Jenny nur eine kleine Feier wolle und die Trauung schon nächsten Dienstag sei, fangen die lieben Nachbarn an zu tuscheln, „ob sie sich keine größere Hochzeit leisten könnten“, „ob ein Baby unterwegs sei, weil sie es so eilig hätten“, und weitere Tratschereien. Auch das trägt dazu bei, dass Agnes Hurley immer unzufriedener mit der Entscheidung der jungen Leute ist.
Als die Hallorans abends erscheinen, ist Agnes sehr nervös. Ihr gutes Essen wird von Ralphs Eltern gelobt und natürlich spricht man auch über die Kinder. Joe Halloran erzählt von seinen anderen Kindern und wie gut es ihnen gehe und wie großartig die Hochzeitsfeiern gewesen seien. Diese Äußerungen belasten Agnes zusätzlich. Als Ralphs Eltern gegangen sind, fängt Agnes ihrer Tochter gegenüber wieder davon an, dass sie sich wünsche, dass Jane eine große Hochzeit feiere. Sie redet auch auf ihren Mann Tom ein und als sie meint, dass man mit 2.000 Dollar hinkommen müsste, entgegnet er entsetzt, dass das ja die Hälfte von dem sei, was er all die Jahre für sein Taxi gespart habe. Agnes beschwört ihn, dass sie noch nie etwas Großes für ihre Tochter getan hätten im Gegensatz zu dem, was für die Söhne ausgegeben wurde. Jane hat zwei Brüder, von denen nur noch Eddie, der kurz vor seiner Einberufung steht, lebt. Der ältere Bruder ist im Koreakrieg gefallen. Agnes sucht ihre Tochter in deren Zimmer auf und bittet sie abermals, eine große Hochzeit zu feiern und lässt sie wissen, wie glücklich Jenny sie damit machen würde. Sie erzählt der Tochter von ihrer eigenen kargen Hochzeit und dass sie wolle, dass es ihrer Tochter besser gehe und sie diesen Tag als einen ganz besonderen in ihrer Erinnerung behalten solle. Sie erzählt ihr auch, wie es zu der Ehe zwischen ihr und Jennys Vater gekommen sei. Ihr eigener Vater, Jennys Großvater, hatte Tom Geld geboten, wenn er „seine Tochter heiraten würde“, und er tat es. Jenny stimmt endlich zu und Agnes ist glücklich. Die nächsten Tage sind angefüllt mit Vorbereitungen für die Hochzeit, Brautkleid aussuchen, Einladungen schreiben, Planungen mit dem Hotelmanager für den Ablauf der Feier usw. Als sie sich mit dem Hotelmanager besprechen und Agnes von 200 Gästen spricht, schlägt Tom fast lang hin. Agnes setzt ihren Willen aber durch. Als Tom dann mitbekommt, dass von Ralphs Seite ca. 160 Gäste kommen sollen und es bei einem weiteren Anruf schon 186 sind plus der 100 auf Seiten seiner eigenen Familie, wird es ihm zu bunt. Die Eheleute streiten sich heftig. Als dann auch noch Sam in den Streit platzt und das Geld fürs Taxi abholen will, bleiben Tom nur Ausflüchte, weil sein Erspartes wohl für die Hochzeit seiner Tochter drauf geht. Da greift Jenny ein und macht den Eltern klar, dass sie eine große Hochzeit um diesen Preis nicht wolle. Die Hochzeit soll, wie geplant, im kleinsten Kreis stattfinden. Agnes ist am Boden zerstört. Als Tom ihr einige Zeit später vorhält, dass sie auch keine gute Partie gewesen sei, antwortet sie: „So gut, wie du es für 300 Dollar verlangen kannst.“ Tom findet das ungerecht und erzählt ihr, dass er mehr als einmal alles hinschmeißen wollte und dass sie endlich begreifen solle, dass sie nun einmal arme Leute seien und aufhören solle rumzunörgeln. Er wirft ihr auch vor, dass sie sich immer nur um die anderen gekümmert habe, erst die Kinder, dann Onkel Jack und er selbst stand immer ganz hinten auf ihrer Liste. Er endet mit den Worten: „Vielleicht kümmerst du dich jetzt mal um mich.“ Agnes wird klar, dass sie und ihr Mann eigentlich sehr wenig voneinander wissen.
Tom hat den Abend vor der Hochzeit damit verbracht, das gesamte Bier, das sich im Kühlschrank befand, auszutrinken und liegt am anderen Morgen noch im Bett. Die Trauung soll in etwa einer Stunde stattfinden. Agnes schickt Jenny schon mal vor, geht ins Schlafzimmer, setzt sich auf einen Stuhl, betrachtet ihren Mann und wartet, bis er aufwacht. Als er erwacht und meint, sie hätte doch recht gehabt, widerspricht sie ihm und sagt: „Nein Tom, du hattest recht und Jenny heiratet jetzt so wie sie es wollte.“ „Die Jahre sind wie ein Tag und ich lern dich jetzt erst kennen,“ meint Tom erstaunt zu Agnes. Als Tom sich für die Trauung fertigmacht, ruft Agnes Jim an. Als die beiden vor dem Haus stehen und das Taxi hält, kann Tom es nicht fassen, sie fahren im „eigenen Taxi“ zur Trauung ihrer Tochter. Agnes hat sich „gekümmert.“

## Hintergrund und Produktionsnotizen
Der Film basiert auf dem Fernsehspiel The Catered Affair (Mädchen ohne Mitgift), geschrieben von Paddy Chayefsky, gesendet auf NBC am 22. Mai 1955. Da das Fernsehspiel sich als beliebt erwies, wurde sich für eine Kinoverfilmung entschieden. Das Budget des Films wurde auf 1.008.000 Dollar geschätzt.
Die Dreharbeiten fanden an den Originalschauplätzen im nördlichsten Stadtbezirk von New York in der Bronx statt. Sie dauerten vom 15. Dezember 1955 bis zum 16. Januar 1956. Die Rolle des Ralph Halloran sollte ursprünglich von Leslie Nielsen gespielt werden. Die von Bette Davis gespielte Rolle der Agnes Hurley hatte im Fernsehspiel Thelma Ritter inne. Für Bette Davis war es der erste Film für Metro-Goldwyn-Mayer. Es gab durchaus negative Stimmen zu ihrer Besetzung als Hausfrau aus der Bronx. Die schlanke Bette Davis wurde für diese Rolle auf füllig ausgepolstert, trug eine Perücke mit einer ungepflegten, altmodischen Frisur, dickes Schuhwerk und wenig ansehnliche Kleidung.
Premiere hatte der Film in New York in den USA am 14. Juni 1956. Es handelt sich um eine Metro-Goldwyn-Mayer-Produktion. In der Bundesrepublik Deutschland kam der Film am 10. Mai 1957 ins Kino, in Österreich am 31. Mai 1957.

### DVD
The Catered Affair gibt es bisher nur in der englischen Originalversion, erschienen am 16. September 2011.

### Synchronisation
Die deutsche Synchronarbeit erfolgte 1957 bei MGM, synchronisiert wurde im Synchronisations-Atelier Berlin.
| Rolle          | Darsteller       | Synchronsprecher    |
| -------------- | ---------------- | ------------------- |
| Tom Hurley     | Ernest Borgnine  | Werner Peters       |
| Agnes Hurley   | Bette Davis      | Manja Behrens       |
| Jane Hurley    | Debbie Reynolds  | Marion Degler       |
| Ralph Halloran | Rod Taylor       | Hans Dieter Zeidler |
| Jack Conlon    | Barry Fitzgerald | Hans Hessling       |
| Mr. Halloran   | Robert F. Simon  | Walther Suessenguth |
| Mrs. Halloran  | Madge Kennedy    | Roma Bahn           |
| Mrs. Rafferty  | Dorothy Stickney | Friedel Schuster    |
| Eddie Hurley   | Ray Stricklyn    | Herbert Stass       |
| Sam            | Jay Adler        | Eduard Wandrey      |
| Alice Scanlon  | Joan Camden      | Tilly Lauenstein    |

## Kritik
Variety war der Ansicht, dass die Leistungen der Schauspieler „insgesamt gut seien“ und es gelegentlich „amüsante und auch berührende Momente“ gebe. Meist sei der Film aber „geschwätzig und oft eintönig.“
„Tragikomischer Alltag“ befand das Filmlexikon von Rasch und Röhring. Das Lexikon des internationalen Films meint, der Film sei „reich an menschlicher Wärme und tragikomischer Verklärung des Alltags.“

## Auszeichnungen
- Debbie Reynolds wurde vom National Board of Review als beste Schauspielerin ausgezeichnet.
- Der Film selbst bekam vom National Board of Review einen Platz unter den zehn besten Filmen des Jahres 1956.[9]